# Natural Blues
"Natural Blues" é uma canção do música eletrônico Moby, lançado como quinto single de seu álbum de estúdio de 1999, Play. É uma amostra de "Trouble So Hard", da cantora folk norte-americana Vera Hall. Foi lançado no Reino Unido, onde atingiu a #11 posição.

## Vídeo da música
Há dois vídeos para a canção. Um deles foi dirigido por David LaChapelle, e contou com Christina Ricci e Fairuza Balk. Foi nomeado para o melhor vídeo internacional no MuchMusic Video Awards.
O outro é nomeado no mesmo estilo e com os mesmos personagens, como no vídeo da música "Why Does My Heart Feel So Bad?". Foi animado e dirigido por Susi Wilkinson, Hotessa Laurence e Filipe Alçada.

## Lista de faixas

### UK CD single #1
1. "Natural Blues" (Single version) - 3:03
2. "The Whispering Wind" - 6:08
3. "Sick in the System" - 4:17

### UK CD single #2
1. "Natural Blues" (Perfecto mix) – 8:12
2. "Natural Blues" (Mike D edit) – 4:14
3. "Natural Blues" (Peace Division edit) – 6:29

## Paradas e posições
| Paradas (2000)                                          | Melhor posição |
| ------------------------------------------------------- | -------------- |
| Bélgica (Valônia)                                       | 28             |
| França                                                  | 9              |
| Finlândia                                               | 13             |
| Holanda                                                 | 66             |
| Suíça                                                   | 28             |
| Reino Unido                                             | 11             |
| Billboard Hot Dance Club Songs                          | 38             |
| Billboard Alternative Songs                             | 24             |
| Parada (2010)                                           | Melhor posição |
| Dinamarca (Lulu Rouge vs. Stella Polaris Remix edition) | 21             |